# Karel Verschelde

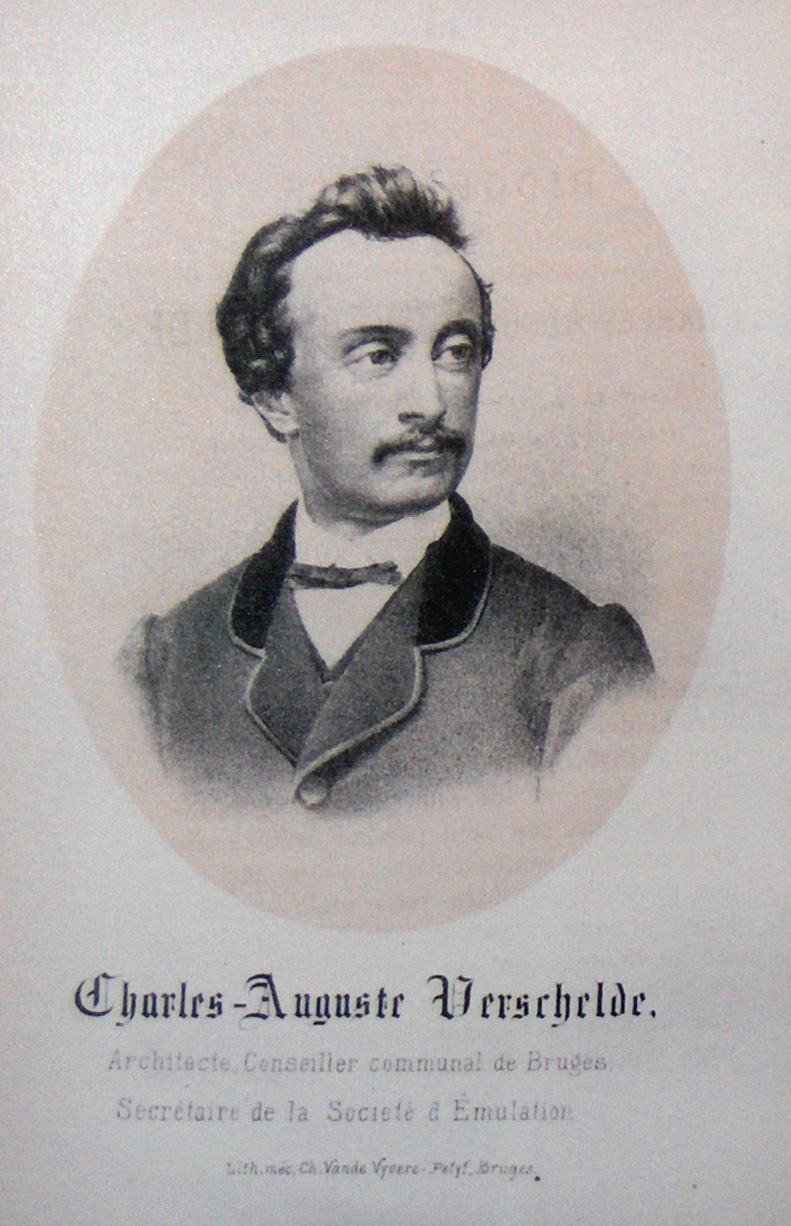
Portret van Karel Verschelde

Karel Verschelde (Brugge, 5 juni 1842 - 30 november 1881) was een Belgisch architect, historicus en gemeenteraadslid.

## Levensloop
Karel Verschelde studeerde aan het Sint-Lodewijkscollege (niet tot in de retorica) en vervolgens aan de Brugse Kunstacademie, waarna hij zich vestigde als 'bouwmeester' of architect. Hij werd weldra een gezaghebbende figuur in de terugkeer naar de 'oude bouwtrant'. Hij bouwde of restaureerde heel wat huizen. Zijn restauratie van de Potterie werd algemeen geprezen. Zijn terugkeer naar de 'Brugse stijl' ging vooraf aan de ontwerpen door Louis Delacenserie en René Buyck.
In 1878 werd hij verkozen tot gemeenteraadslid voor de katholieke meerderheid in Brugge. Ziekte en vroege dood verhinderden hem een rol van enige betekenis te vervullen.
Verschelde werd in 1867 bestuurslid van het Genootschap voor Geschiedenis te Brugge. Hij was er bibliothecaris (1873-1877), penningmeester (1874-1881) en secretaris (1877-1881). Hij werd bevriend met Adolf Duclos, aan wie hij zijn notities, onder meer over de Sint-Salvatorskathedraal, naliet.
Verschelde had een liefdadige vereniging opgericht die tot doel had hulpbehoevende ouderlingen te ondersteunen. Na zijn dood kreeg de vereniging de naam 'Karel Verschelde's Vrienden'.

## Publicaties
- De kathedraal S. Salvator te Brugge, 1863
- Geschiedenis van Middelburg in Vlaanderen, 1867
- Les anciens architectes de Bruges, avec planches représentant les principales constructions qu'ils ont exécutées dans cette Ville, 1871, blz. 17-152.
- Les anciennes maisons de Bruges, dessinées d'après les monuments anciens, 1871
- Etude sur les noms des rues et des maisons de la ville de Bruges, 1875, blz. 283-437.

Hij werkte ook mee aan:
- Rond den Heerd
- De Halletoren
- Revue de l'Art Chrétien